# Кандидат фізико-математичних наук
Кандидат фізико-математичних наук — науковий ступінь у галузі фізико-математичних наук.
В Україні існує два наукових ступені: «кандидат наук» та «доктор наук» (вищий науковий ступінь). Науковий ступінь «кандидат наук» присуджується на підставі захисту кандидатської дисертації, яка містить нові науково обґрунтовані результати проведених здобувачем досліджень, розв'язують конкретне наукове завдання, що має істотне значення для відповідної галузі науки.

## Порядок присудження наукового ступеня
Порядок присудження наукового ступеня «кандидат наук» визначено Постановою Кабінету Міністрів України.
Науковий ступінь кандидата наук присуджується спеціалізованою вченою радою на підставі прилюдного захисту дисертації і затверджується Міністерством освіти і науки України з урахуванням висновку відповідної експертної ради.
Кандидатська дисертація подається до захисту лише за однією науковою спеціальністю. Може бути подана до захисту у вигляді опублікованої одноосібної (без співавторів) монографії.
Кандидатська дисертації супроводжуються окремим авторефератом обсягом 0,7-0,9 авторського аркуша, які подаються державною мовою. Вимоги до оформлення автореферату встановлює Міністерство освіти і науки України.
Здобувач наукового ступеня кандидата наук допускається до захисту дисертації після складення кандидатських іспитів, перелік яких визначає МОН.
Захист дисертації відбувається на відкритому засіданні спеціалізованої вченої ради, що складається з докторів (кандидатів) наук, яким Міністерством освіти і науки України надано право розглядати дисертації з певної спеціальності. Для розгляду кандидатської дисертації призначаються два офіційних опоненти, з яких один — доктор наук, а другий — доктор або кандидат наук.
За результатами захисту дисертації спеціалізована вчена рада проводить таємне голосування щодо присудження наукового ступеня.
Рішення спеціалізованої вченої ради про присудження наукового ступеня кандидата наук набирає чинності з дати видання наказу МОН про затвердження рішення спеціалізованої вченої ради та видачу відповідного диплома на підставі рішення атестаційної колегії.
Кандидатський ступінь є достатнім, щоб у вищих навчальних закладах зайняти посаду доцента, у наукових установах — посаду старшого наукового співробітника.
В Україні й країнах СНД кандидатський ступінь приблизно еквівалентний науковому ступеню PhD (доктор філософії) більшості країн Заходу.

## Спеціальності, за якими присуджується науковий ступінь[джерело?]
У галузі «Математика»:
- 01.01.01 — Математичний аналіз
- 01.01.02 — Диференціальні рівняння
- 01.01.03 — Математична фізика
- 01.01.04 — Геометрія та топологія
- 01.01.05 — Теорія ймовірностей і математична статистика
- 01.01.06 — Алгебра та теорія чисел
- 01.01.07 — Обчислювальна математика
- 01.01.08 — Математична логіка, теорія алгоритмів і дискретна математика
- 01.01.09 — Варіаційне числення та теорія оптимального керування
- 01.01.10 — Дослідження операцій та теорія ігор

У галузі «Механіка»:
- 01.02.01 — Теоретична механіка
- 01.02.04 — Механіка деформівного твердого тіла
- 01.02.05 — Механіка рідини, газу та плазми

У галузі «Астрономія»:
- 01.03.01 — Астрометрія і небесна механіка
- 01.03.02 — Астрофізика, радіоастрономія
- 01.03.03 — Геліофізика і фізика Сонячної системи

У галузі «Фізика»:
- 01.04.01 — Фізика приладів, елементів і систем
- 01.04.02 — Теоретична фізика
- 01.04.03 — Радіофізика
- 01.04.04 — Фізична електроніка
- 01.04.05 — Оптика, лазерна фізика
- 01.04.06 — Акустика
- 01.04.07 — Фізика твердого тіла
- 01.04.08 — Фізика плазми
- 01.04.09 — Фізика низьких температур
- 01.04.10 — Фізика напівпровідників і діелектриків
- 01.04.11 — Магнетизм
- 01.04.13 — Фізика металів
- 01.04.14 — Теплофізика та молекулярна фізика
- 01.04.15 — Фізика молекулярних та рідких кристалів
- 01.04.16 — Фізика ядра, елементарних частинок і високих енергій
- 01.04.17 — Хімічна фізика, фізика горіння та вибуху
- 01.04.18 — Фізика і хімія поверхні
- 01.04.19 — Фізика полімерів
- 01.04.20 — Фізика пучків заряджених частинок
- 01.04.21 — Радіаційна фізика та ядерна безпека
- 01.04.22 — Надпровідність
- 01.04.24 — Фізика колоїдних систем

У галузі «Інформатика і кібернетика»:
- 01.05.01 — Теоретичні основи інформатики та кібернетики
- 01.05.02 — Математичне моделювання та обчислювальні методи
- 01.05.03 — Математичне та програмне забезпечення обчислювальних машин і систем
- 01.05.04 — Системний аналіз і теорія оптимальних рішень